# 일본이 관여한 전쟁 목록
일본이 관여한 전쟁 목록(日本が関与した戦争一覧、にほんがかんよしたせんそういちらん)

## 목록
| 전쟁                                                     | 교전 세력 1 | 교전 세력 2 | 결과 |
| 일본 신화(원사 시대, 시기 불명)                          | 일본 신화(원사 시대, 시기 불명) | 일본 신화(원사 시대, 시기 불명) | 일본 신화(원사 시대, 시기 불명) |
| -------------------------------------------------------- | --- | --- | --- |
| 위원중국 평정 (지신오대(地神五代))                       | 다카마가하라·아마쓰카미 | 위원중국·구니쓰카미 | 아마쓰카미의 승리 - 위원중국으로 아마쓰카미의 세력이 침입. - 고대 이즈모의 쇠퇴. |
| 진무 동정 (진무 천황 즉위 전후)                          | 이와레비코노 미코토의 군사 세력 | 나가스네히코 등의 군사 세력 쓰치구모 | 이와레비코노 미코토의 승리 - 이와레비코노 미코토가 진무 천황으로 즉위 - 기나이에 야마토 정권이 성립 |
| 야요이 시대                                              | | | |
| 왜국대란 (2세기)                                         | 불명 | 불명 | 야마타이국의 건국 - 호족의 통합. - 히미코가 여왕으로 즉위. |
| 야마타이국·구나국(狗奴国) 전쟁 (3세기)                   | 야마타이국 | 구나국 | - 히미코의 사망. |
| 야마타이국 내란 (3세기)                                  | 불명 | 불명 | - 도요가 여왕으로 즉위. |
| 야마토 시대                                              | | | |
| 시도쇼군(四道将軍) 전투 (서력 불명)                      | 야마토 정권 | 각지의 호족（우라(温羅)나 이즈모노후루네(出雲振根) 등) | 승리 - 야마토 정권이 기나이 외부로 진출 - 왜국대란에 비정하는 설 존재 |
| 구마소 정벌 (서력 불명)                                  | 야마토 정권 | 구마소 쓰치구모 | 승리 - 야마토 정권이 규슈로 진출 |
| 야마토타케루의 정복 활동 (서력 불명)                     | 야마토 정권 | 구마소 에조 고대 이즈모 | 승리 - 야마토 정권이 규슈에서 도호쿠까지 진출 |
| 신라-왜 전쟁 (230년대)                                   | 왜 | 신라 | 패배 |
| 신라-왜 전쟁 (280년대-290년대)                           | 왜 | 신라 | 승리 |
| 신라-왜 전쟁 (346)                                       | 왜 | 신라 | 패배 |
| 신라-왜 전쟁 (364)                                       | 왜 | 신라 | 패배 - 삼한 정벌에 비정하는 설 존재 |
| 고구려-왜 전쟁 (391–404)                                 | 왜 백제 가야 - 아라가야 | 고구려 신라 | 패배 - 왜군이 신라에서 철퇴함. 그러나 고구려군이 왜군을 추격했고, 왜군은 가야에서 전멸함. - 왜군은 백제와 고구려의 국경에서 고구려군에게 패배해 전멸함.(광개토대왕릉비) - 삼한 정벌에 비정하는 설 존재 |
| 왜5왕의 정복 활동 (?~5세기 경)                           | 왜 | 모인 55국 오랑캐 66국 바다 건너 북쪽 95국 | 승리 - 왜가 지방 정권에서 광역을 지배하는 정권으로 확대. 사실상 통일 정권으로 확립. - 왜가 한반도로 진출. |
| 오시쿠마노미코·가고사카노미코의 난 (서력 불명)           | 진구 황후의 군대 | 오시쿠마노미코(忍熊王)·가고사카노미코(麛坂王)의 군대 | 진구 황후의 승리 - 5세기 기나이의 고훈의 대규모 변화와 중심지의 이동에 비정하는 설 존재 |
| 신라 정토 (460년대)                                      | 야마토 정권(왜) | 신라 | 패배 |
| 고구려-백제 전쟁 (470년대)                               | 야마토 정권(왜) 백제 | 고구려 | 승리 - 고구려의 남하 저지와 백제의 재부흥의 성공（일본서기） |
| 이와이의 난 (528년)                                      | 야마토 정권 | 이와이 | 승리 - 규슈 북부의 조정의 지배가 확립 |
| 신라-백제 전쟁 (541-562)                                 | 백제 야마토 정권(왜) 임나 | 신라 | 패배 |
| 신라 정토 (600–601)                                      | 야마토 정권(왜) 임나 | 신라 | 패배 - 왜의 철퇴 후, 신라가 임나를 제압. |
| 미시하세 전쟁 (658–660)                                  | 야마토 정권 에조 | 미시하세 | 승리 - 장소는 불명. 홋카이도로 추정됨. |
| 백강 전투 (백제의 멸망) (660–663)                        | 야마토 정권(왜) 백제 고구려 | 당나라 신라 | 패배 - 당나라와 신라가 백제를 점령. - 왜의 지원군은 당군과 신라군에 패배해 백제에서 철퇴. |
| 진신의 난 (672)                                          | 오아마노 미코의 군대 | 오토모노 미코의 군대 | 오아마노 미코의 승리 - 오토모노 미코의 사망. - 덴무 천황(오아마노 미코)가 즉위. |
| 나라 시대                                                | | | |
| 하야토의 반란 (720-721)                                  | 조정 | 하야토 | 승리 - 규슈 남부의 조정의 지배가 확립 |
| 38년 전쟁 (770–811)                                      | 조정 | 에조 | 조정의 승리 - 사카노우에노 다무라마로가 정이대장군으로 임명됨. - 아테루이의 사망. 대부분의 에조가 조정의 지배 하에 들어옴. |
| 헤이안 시대                                              | | | |
| 조헤이·덴교의 난 (935-941)                               | 조정 | 다이라노 마사카도의 군대 후지와라노 스미토모의 군대 | 조정의 승리 |
| 사이카이도 제국 습격 사건 (西海道諸国襲撃事件) (996-999) | 조정 | 남만(아마미 세력?) | 조정의 승리 - 상세는 불명 |
| 도이의 입구 (1019)                                       | 조정 고려 | 여진 | 조정의 승리 |
| 전9년의 역 (1051–1063)                                   | 조정 | 아베씨 | 조정의 승리 - 겐지의 대두. - 데와 기요하라씨가 무쓰국과 데와국을 지배함. |
| 후3년의 역 (c. 1083–1089)                                | 겐지 오슈 후지와라씨 | 데와 기요하라씨 | 겐지와 오슈 후지와라씨의 승리 - 오슈 후지와라씨가 데와 기요하라씨의 전 영토를 지배함. |
| 겐페이 전쟁 (1180–1185)                                  | 겐지 | 헤이시 | 겐지의 승리 - 안토쿠 천황의 사망. - 가마쿠라 막부의 수립. |
| 가마쿠라 시대                                            | | | |
| 조큐의 난 (1221)                                         | 가마쿠라 막부 | 고토바 상황의 군대 | 가마쿠라 막부의 승리 - 고토바 상황의 유배. |
| 원나라의 일본 원정 (1274와 1281)                         | 일본 - 조정 - 가마쿠라 막부 - 호조씨 - 소씨 - 쇼니씨 - 사치씨 - 헤이시 - 기쿠치씨 - 오토모씨 - 시마즈씨 - 마쓰라토 | 몽골 제국 - 원나라 - 고려 | 승리 |
| 겐코의 난 (1331–1333)                                    | 고다이고 천황의 군대 | 가마쿠라 막부 | 조정의 승리 - 무로마치 막부의 대두. |
| 무로마치 시대                                            | | | |
| 제3차 대마도 정벌 (1419)                                 | 무로마치 막부 - 쓰시마국 | 조선 | 조선군이 패주했으나 일본이 항복 |
| 오닌의 난 (1467–1477)                                    | 호소카와씨 | 무로마치 막부 야마나씨 | 정전 - 무로마치 막부의 약화. |
| 아즈치모모야마 시대                                      | | | |
| 임진왜란 (1592–1598)                                     | 일본 - 도요토미 정권 | 조선 명나라 | 패배 - 일본군은 휴전 성립 후 한반도에서 철퇴. |
| 에도 시대                                                | | | |
| 류큐 침공 (1609)                                         | 사쓰마번 | 류큐 왕국 | 사쓰마번의 승리 - 류큐 왕국이 속국으로 됨. |
| 시마바라의 난 (1637–1638)                                | 에도 막부 네덜란드 식민제국 | 기리시탄과 낭인의 반란군 | 에도 막부의 승리 - 쇄국정책의 완성. - 가쿠레키리시탄화. |
| 코소토프 사건 (분카 로구) (1806–1807)                    | 에도 막부 | 러시아 제국 | 러시아 측이 군사적으로 승리하지만 철퇴 |
| 사쓰에이 전쟁 (1863)                                     | 사쓰마번 | 대영 제국 | 정전 - 전술적인 교착 생태로 영국 해군이 철퇴. |
| 시모노세키 전쟁 (1863–1864)                              | 조슈번 | 대영 제국 네덜란드 식민제국 프랑스 제2제국 미국 | 패배 - 조슈번이 300만 달러의 배상금을 지불. |
| 제2차 조슈 정벌 (1866)                                   | 조슈번 | 에도 막부 아이즈번 | 조슈번의 승리 - 에도 막부의 약화. |
| 메이지 시대                                              | | | |
| 보신 전쟁 (1868–1869)                                    | 메이지 신정부 도자마 다이묘: 삿초 동맹 - 사쓰마번 - 조슈번 그 외의 도자마 다이묘: - 도사번 - 히로시마번 - 쓰번 - 사가번 - 오가키번 - 히로사키번 - 구로이시번 - 요도번 일본 제국 미국 대영 제국 | 에도 막부 아이즈번 오우에쓰 열번 동맹 - 조자이번 - 나가오카번 - 센다이번 그 외... 다카마쓰번 쇼나이번 구와나번 마쓰야마번 오가키번 에조 공화국 프랑스 제2제국 | 메이지 신정부의 승리 - 에도 막부의 종언 - 메이지 유신 |
| 모란사 사건 (1874)                                       | 일본 제국 | 파이완족 청나라 | 승리 - 일본의 대만 점령 |
| 운요호 사건 (1875)                                       | 일본 제국 | 조선 | 승리 - 조선군에게 심각한 손해를 입힘. |
| 세이난 전쟁 (1877)                                       | 일본 제국 | 구 사쓰마번의 사족 | 메이지 정부의 승리 - 사족의 반란은 진압됨. - 일본에서 징병제 확립. |
| 청일 전쟁 (1894–1895)                                    | 일본 제국 | 청나라 | 승리 - 청나라가 조선에 대한 종주권을 포기함. - 시모노세키 조약의 체결. |
| 을미 전쟁 (1895)                                         | 일본 제국 | 대만민주국 | 승리 - 대만민주국 병합. |
| 의화단 운동 (1899–1901)                                  | 일본 제국 러시아 제국 대영 제국 프랑스 미국 독일 제국 오스트리아-헝가리 이탈리아 왕국 | 청나라 | 승리 - 반란이 진압됨. - 신축조약 서명. - 베이징에 주둔하는 외국 부대에 대한 보상. |
| 러일 전쟁 (1904–1905)                                    | 일본 제국 | 러시아 제국 | 승리 - 포츠머스 조약의 체결. - 러시아가 관동주와 남사할린을 일본에 할양. |
| 다이쇼 시대                                              | | | |
| 트루쿠 전쟁 (1914)                                       | 일본 제국 | 트루쿠족 | 승리 |
| 제1차 세계 대전 (1914–1918)                              | 연합국 일본 제국 프랑스 영국 - 인도 제국 - 캐나다 - 오스트레일리아 - 뉴질랜드 자치령 - 남아프리카 연방‏‎ 러시아 제국 이탈리아 왕국 미국 세르비아 왕국 몬테네그로 왕국 벨기에 루마니아 왕국 포르투갈 헤자즈 왕국 중화민국 그리스 왕국 브라질 | 동맹국 독일 제국 오스트리아-헝가리 오스만 제국 불가리아 왕국 | 승리 - 독일 제국, 오스트리아 헝가리, 오스만 제국, 러시아 제국의 종언. - 유럽과 중동의 새로운 국가들의 설립. - 독일 식민지의 타국으로의 이관 - 오스만 제국의 분할. - 국제연맹의 창설. |
| 시베리아 출병 (1918–1922)                                | 일본 제국 · 러시아 백군 · 미국 · 영국 · 프랑스 · 이탈리아 왕국 · 폴란드 제2공화국 · 중화민국 · 체코슬로바키아 제1공화국 · 복드 칸국 | 러시아 소비에트 연방 사회주의 공화국 극동 공화국 몽골 인민당 | 패배 - 볼셰비키가 시베리아를 되찾음. |
| 쇼와 시대                                                | | | |
| 일본의 만주 침공(만주사변) (1931–1932)                   | 일본 제국 | 중화민국 | 승리 - 탕구 협정의 체결. - 일본의 괴뢰 국가인 만주국의 설립. |
| 중일 전쟁(지나 사변) (1937–1945)                         | 일본 제국 중화민국 만주국 몽강연합자치정부 중화민국 임시정부 중화민국 유신정부 기동방공자치정부 | 중화민국 미국 소련 대영 제국 | 패배 - 제2차 세계 대전에 통합. - 태평양 전쟁(대동아 전쟁)의 연합국의 승리의 일부로 중국의 승리. - 중국 본토(만주 이외), 대만, 북위 16도 이북, 중화민국까지의 프랑스령 인도차이나에 주둔하는 모든 일본군의 항복. - 중국은 유엔 안전 보장 이사회 상임이사국으로 되었다. - 국공 내전의 재개.                                                                    |
| 일본 제국의 프랑스령 인도차이나 침공 (1940)              | 일본 제국 | 비시 프랑스 - 프랑스령 인도차이나 | 승리 - 일본이 프랑스령 인도차이나 북부를 점령함. |
| 제2차 세계 대전 (1941–1945)                              | 추축국 일본 제국 나치 독일 이탈리아 왕국 루마니아 왕국 헝가리 왕국 불가리아 왕국 슬로바키아 공화국 크로아티아 독립국 핀란드 태국 | 연합국 소련 미국 영국 중화민국 프랑스 폴란드 제2공화국 그리스 왕국 네덜란드 벨기에 룩셈부르크 덴마크 노르웨이 체코슬로바키아 인도 제국 캐나다 오스트레일리아 뉴질랜드 자치령 남아프리카 연방‏‎ 필리핀 자치령 에티오피아 제국 브라질 멕시코 몽골 인민공화국 투바 인민공화국 | 패배 - 일본 제국, 나치 독일, 이탈리아 왕국의 항복. - 연합군의 일본 점령. - 연합군의 한국 점령. - 연합군의 독일 점령. - 연합군의 오스트리아 점령. - 국공 내전의 지속. - 유럽 식민제국의 대폭 약화. 단계적인 아시아의 탈식민지화(인도네시아 독립 전쟁과 제1차 인도차이나 전쟁을 포함한다). - 유엔의 창설. - 초강대국으로의 미국과 소련의 출현. - 냉전 시작.    |
| 인도네시아 독립 전쟁 (1945-1949)                         | 일본(지원병) 인도네시아 인도 제국(망명자) | 일본(–1946) 네덜란드 - 네덜란드령 동인도 - 네덜란드령 카리브 영국 - 인도 제국 오스트레일리아 | 인도네시아의 승리 - 네덜란드가 인도네시아의 독립을 인정함. |
| 베트남 전쟁 (1945–1946)                                  | 일본 제국 · 영국 · 프랑스 공화국 임시정부 | 베트민 | 승리 - 인도차이나 반도의 지배가 프랑스에게로 돌아옴. - 제1차 인도차이나 전쟁 발발. 제네바 회담 협정 체결까지 지속. |
| 헤이세이 시대                                            | | | |
| 이라크 전쟁 (2003–2011)                                  | 이라크 다국적군 - 일본 - 대한민국 - 스페인 - 덴마크 - 루마니아 - 엘살바도르 - 에스토니아 - 불가리아 - 몰도바 - 알바니아 - 우크라이나 - 체코 - 통가 - 아제르바이잔 - 싱가포르 - 보스니아 헤르체고비나 - 북마케도니아 - 라트비아 - 카자흐스탄 - 아르메니아 - 몽골 - 조지아 - 슬로바키아 - 리투아니아 - 이탈리아 - 노르웨이 - 헝가리 - 네덜란드 - 포르투갈 - 뉴질랜드 - 태국 - 필리핀 - 온두라스 - 도미니카 공화국 - 니카라과 - 아이슬란드 - 미국 - 영국 - 오스트레일리아 - 폴란드 페슈메르가 이라크 신정부 | 바트당 - SCJL - 나쉬반디 기사단 수니파 집단 - 이라크 이슬람 국가 - 이라크 이슬람 군단 - 자마트 안사르 알수나 시아파 집단 - 메흐디군 - 이라크 특별 여단 - 아사이브 아흐 알하크 - 그 외... 바트당 정권                                                                     | 승리 - 이라크 침공과 점령. - 바트당 정권의 붕괴와 사담 후세인의 처형. - 이라크 내란, 알카에다 이라크 지부의 출현, 내전 발발. - 그 후의 이라크 반란군의 궤멸과 치안 개선. - 민주적 선거와 시아파 주도 신정부 수립 - 미국-이라크 안보 협정 체결. - 이라크에서 미군 철수. - 미군의 철수 후 이라크 내란 발발. 시리아 내전이 파급. - 이라크 이슬람 국가의 재부흥. |
| 오션 실드 작전 (2009–2016)                               | 일본 소말리아 북대서양 조약 기구 오스트레일리아 중국 콜롬비아 인도 인도네시아 말레이시아 뉴질랜드 오만 파키스탄 푼틀란드 러시아 사우디아라비아 세이셸 싱가포르 대한민국 우크라이나 | 소말리아의 해적 | 승리 - 소말리아의 해적의 습격 수가 격감함. |

## 관련 문서
- 제1차 세계 대전 기간 일본
- 제2차 세계 대전 기간 일본